# Völs
Völs è un comune austriaco di 6 963 abitanti nel distretto di Innsbruck-Land, in Tirolo; ha lo status di comune mercato (Marktgemeinde).